# Rigidoporus furcatus
Rigidoporus furcatus är en svampart som beskrevs av Núñez & Ryvarden 2001. Rigidoporus furcatus ingår i släktet Rigidoporus och familjen Meripilaceae.   Inga underarter finns listade i Catalogue of Life.